# Дерновая земля

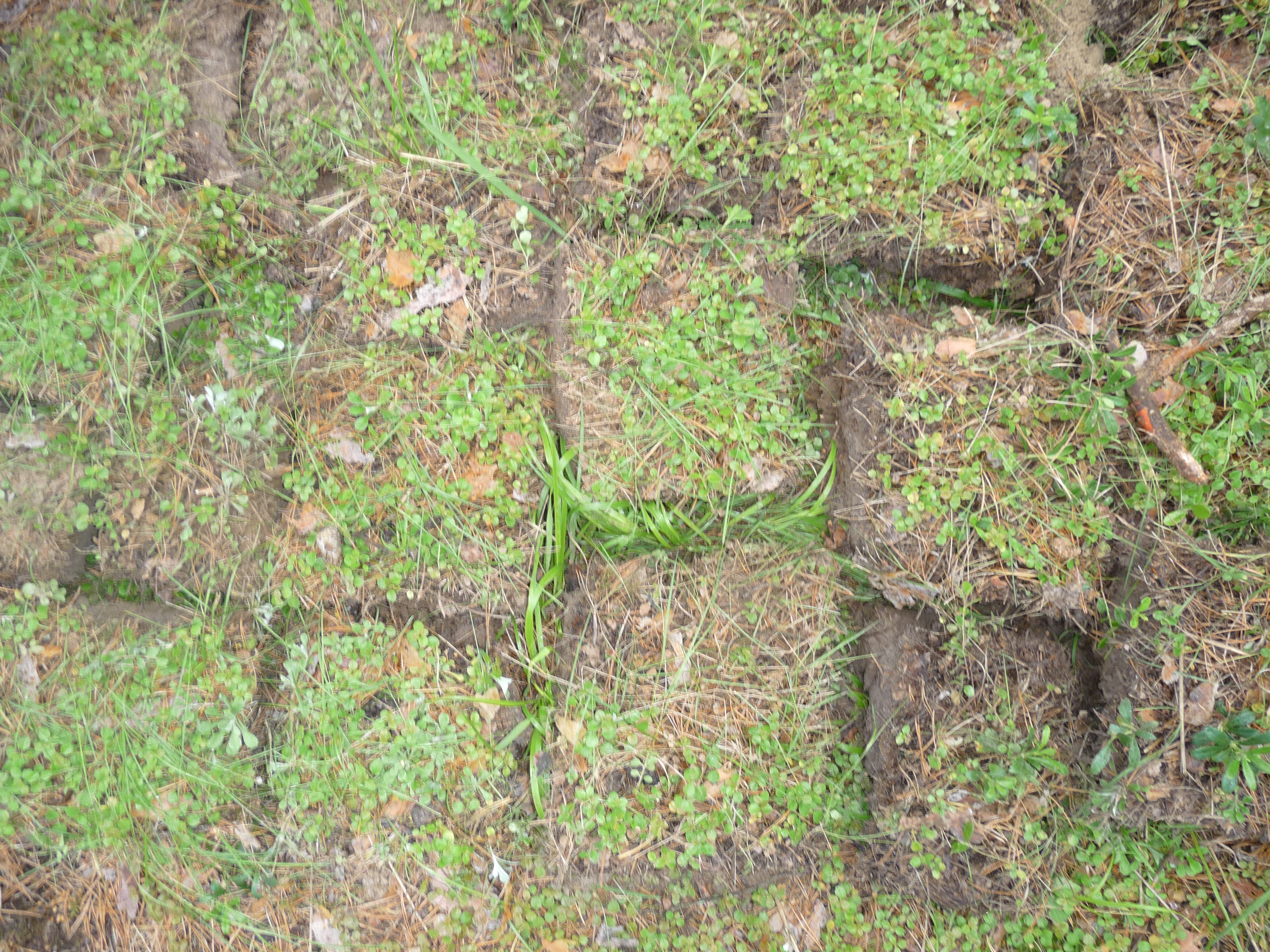
Нарезанная дернина

Дерновая земля — грунт для комнатных и оранжерейных растений приготовленный из поверхностного слоя почвы, густо заросший травой. Применяется в садоводстве, горшочной и кадочной культуре декоративных растений, как один из элементов земляной смеси.
В составе различных земляных смесей дерновая земля входит в количестве от 1/8 до 3/4 всего состава смеси. От других садовых земель отличается невысоким содержанием органического вещества и меньшим количеством гумуса, азота и поглощённых оснований. Характеризуется высокой водоподъёмной способностью и низкими влагоёмкостью и влагопроницаемостью. По кислотности и наличию основных элементов питания дерновая земля сходна с компостной землёй.
В зависимости от механического состава почвы участка, откуда были взяты дернины, различают легкодерновую (сумма глинистых и пылеватых частиц около 29 %) и тяжелодерновую (сумма глинистых и пылеватых частиц более 61 %) землю.
Заготовку дерновой земли производят весной или в конце лета. Её готовят из дернин, нарезанных на лугах и в полях (наиболее ценными являются участки из-под клевера и других многолетних кормовых растений). Дёрн срезают пластами толщиной 6—12 см, шириной 20—25 см и длиной 25—35 см. Дернины складываются в штабеля в полутенистом месте.
Укладка дернин производится рядами так, чтобы поросшие травой верхние поверхности (нижнего и верхнего рядов) прилегали одна к другой. По возможности, для ускорения процесса разложения и повышения питательных качеств, при укладке дернины прослаиваются коровьим или конским навозом слоем в 10—15 см через каждые 50 см сложенных дернин. При избыточной кислотности почвы в месте заготовки дернин, при укладке дернины пересыпают известью., из расчёта 50 г на 1 м² дернин сложенных в два ряда.
Размеры штабеля колеблются в следующих пределах: высота 1—1,2 м, ширина 1,5—2,5 и длина 2—20 м. При более высокой укладке ухудшается аэрация и замедляется разложение. Штабель перелопачивается не менее 1 раза за лето. При сухой погоде осуществляется полив. Дерновая земля готова к применению через 1—2 года.
Иногда дерновую землю используют в неразложившемся виде. В этом случае дёрн тщательно размельчают. Небольшое количество дерновой земли можно получить при вытряхивании кусков луговой дернины.
Для некоторых растений, в частности для цикламена требуется более волокнистая дерновая земля. В этом случае дернина разрубается и измельчается на мелкие кусочки и в таком измельчённом виде применяется для посадки.